# 烟柳莺
烟柳莺（学名：Phylloscopus fuligiventer）为柳莺科柳莺属的鸟类。该物种的模式产地在尼泊尔。

## 亚种
- 烟柳莺指名亚种（学名：Phylloscopus fuligiventer fuligiventer）。在中国大陆，分布于西藏等地。该物种的模式产地在尼泊尔。[3]
- 烟柳莺昌都亚种（学名：Phylloscopus fuligiventer tibetanus）。在中国大陆，分布于西藏等地。该物种的模式产地在西藏。[4]